# Cajazeirinhas
Cajazeirinhas é um município brasileiro do estado da Paraíba.

## História
Segundo fontes orais, o atual território perteceu inicialmente a Umbelino de Almeida, que ali se estabeleceu na fazenda Cajazeiras, dedicada à pecuária e um engenho. Este proprietário alforriou um escravo, José Inácio dos Santos e doou-lhe um pedaço de terra, que foi chamada de Cajazeiras do Melado, conhecida como Cajazeirinhas. O filho de José Inácio, João Inácio dos Santos, doou terrenos para construção da igreja de Nossa Senhora da Conceição e das primeiras casas do povoado. A pedra fundamental da igreja foi lançada em 10 de novembro de 1937. Um dos primeiros moradores foi o Sr. Sólon. A primeira feira livre ocorreu em 1945.
O distrito foi criado em 1962, pela Lei Nº 2.775 de 18 de janeiro de 1962, publicado no DOU em 31 de janeiro de 1962, subordinado ao município de Pombal. O distrito foi elevado à categoria de município com a denominação de Cajazeirinhas, pela lei estadual nº 5895, de 29 de abril de 1994, desmembrado de Pombal..

## Geografia
Distritos
- Barrento

### Relevo
O município está inserido na unidade geoambiental da Depressão Sertaneja. O relevo consiste em um pediplano arrasado, com elevações residuais alongadas.

### Clima
Cajazeirinhas está incluído na área geográfica de abrangência do semiárido brasileiro, definida pelo Ministério da Integração Nacional em 2005.  Esta delimitação tem como critérios o índice pluviométrico, o índice de aridez e o risco de seca.
A pluviometria média é de 400 a 600 mm por ano, com chuvas distribuídas irregularmente, com estação seca de setembro a dezembro.

### Vegetação
A vegetação é a caatinga xerofítica, com a presença de cactáceas, arbustos e árvores de pequeno a médio porte.

### Hidrografia
O município está inserido nos domínios da bacia hidrográfica do Rio Piranhas, sub-bacia do Rio Piancó, e os principais cursos d´água são os riachos riachos Riachão, Melado, Umburaninha, Forquilha, Madruga, Cajazeirinha, do Cedro, da Fazenda e da Onça, todos de regime intermitente. O município conta com os recursos do o Açude Parede de Barro e as lagoas Vermelha e Seca.